# Polski Język Migowy
Die Polski Język Migowy (PJM, Polnische Gebärdensprache) ist die in Polen genutzte Gebärdensprache.
Wegen der früheren Teilung Polens wird die PJM auch zu den Deutschen Gebärdensprachen gezählt. Sie benutzt ein Einhand-Alphabet.
Um 1817 wurde die PJM erstmals erwähnt. Zu dieser Zeit wurde das Instytut Głuchoniemych (Institute für Taubstumme) von Jakub Falkowski in Polen gegründet, nachdem er dem tauben Jungen Piotr Gąsowski begegnet war.
1879 wurde das erste Wörterbuch zur PJM von Józef Hollak und Teofil Jagodziński mit dem Titel "Słownik mimiczny dla głuchoniemych i osób z nimi styczność mających" (Das mimische Wörterbuch für Taubstumme und Personen die mit ihnen in Kontakt stehen") veröffentlicht.
Im Jahr 2012 erhielt die Sprache in Form eines Gebärdensprachgesetzes einen offiziellen Status. Sie kann unter bestimmten Voraussetzungen als Unterrichtssprache gewählt werden.